# El Palmer
El Palmer es una localidad y pedanía española perteneciente al municipio de Enix, en la provincia de Almería. Está situada en el extremo oriental de la comarca del Poniente Almeriense, en plena costa mediterránea.

## Geografía
Está situado sobre la playa del Palmer, de unos 700 m de longitud, también conocida como "La Parra". Se compone de un hotel, varias casas y un bloque de apartamentos en la propia playa; y las casas de la asociación Betel y varios chalets en la montaña, conocido como Villa Arriba.
Tiene la localidad de Aguadulce al oeste y las pedanías de La Garrofa, Espejo del Mar y Castell del Rey al este. Se trata de la única playa y salida al mar del término municipal de Enix, en el que se encuentra.

## Naturaleza
La playa del Palmer tiene una longitud de 700 metros y una anchura de 16. La arena está formada por grava, rocas y bolos. Dispone de duchas y papeleras.

## Comunicaciones

### Carretera
El único acceso por carretera se realiza a través del Cañarete, que es como se conoce a este tramo de la N-340A entre Aguadulce y Almería. 

### Autobús
Parada 221 del Consorcio de Transportes de Almería llamada Hotel La Parra; hay diversos autobuses que conectan Almería con otras localidades como Berja, Las Marinas o Venta del Viso que paran en El Palmer.